# مؤشر الاتجاه

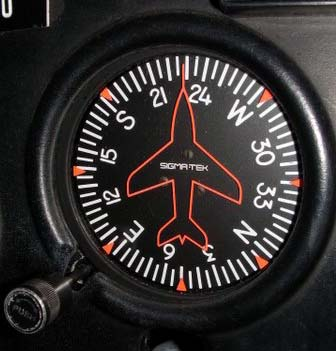
مؤشر الاتجاه في طائرة صغيرة.

معين الاتجاه أو مؤشر الاتجاه (بالإنجليزية: Heading indicator اختصارًا HI)‏ هو أحد أجهزة قياس الطيران، ويستخدم في الطائرات لإبلاغ الطيار عن  اتجاه الطائرة.